# Watchung

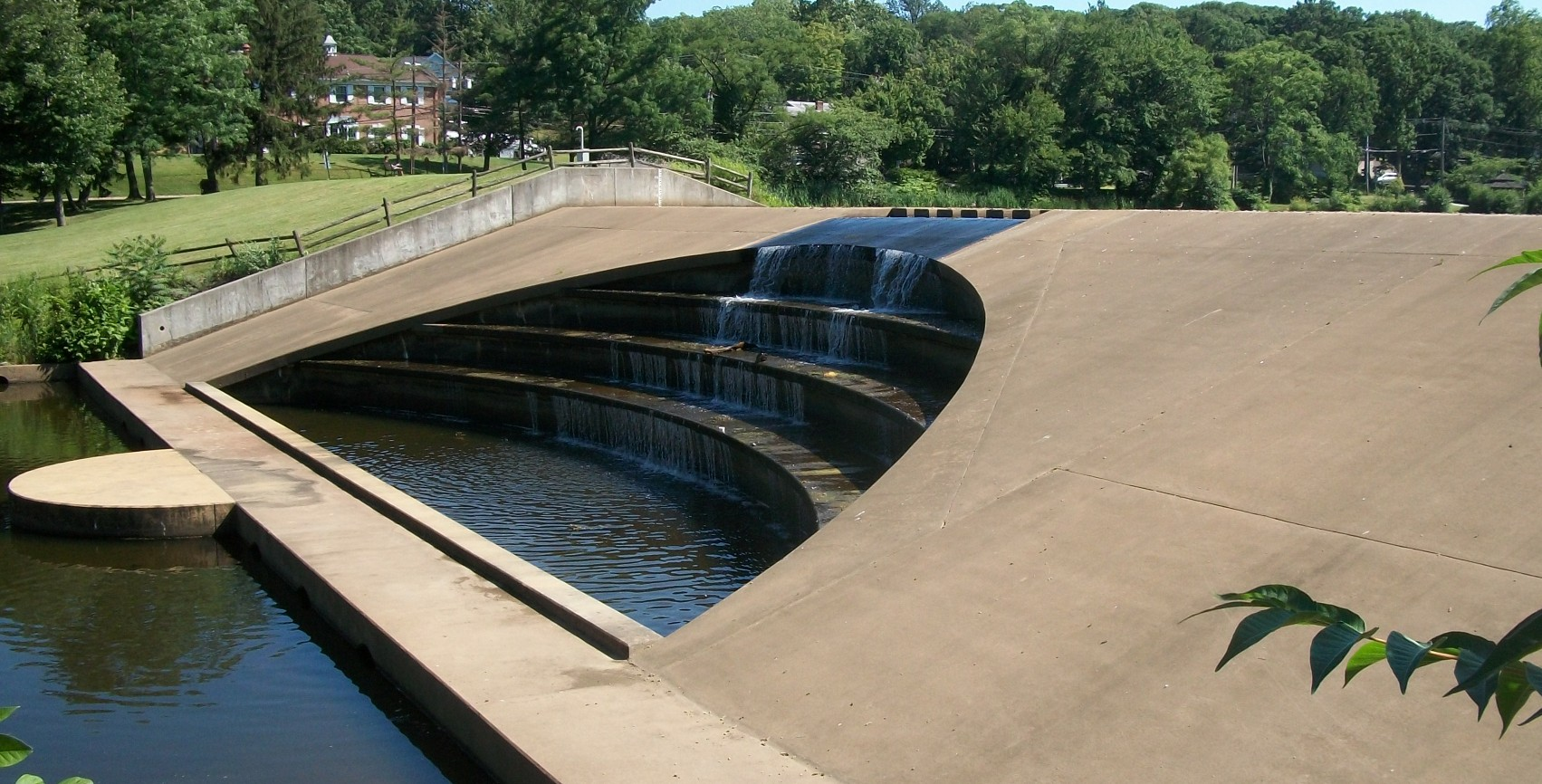
Ein Damm in Watchung, New Jersey

Watchung ist eine Stadt im Somerset County, New Jersey, USA. Das U.S. Census Bureau ermittelte bei der Volkszählung 2020 eine Einwohnerzahl von 6449.

## Geographie
Die geographischen Koordinaten der Stadt sind 40°38'21" nördliche Breite und 74°26'37" westliche Länge.
Nach den Angaben des United States Census Bureaus hat die Stadt eine Gesamtfläche von 15,6 km2, wovon 15,6 km2 Land und 0,1 km2 (0,33 %) Wasser ist.

## Demographie
Nach der Volkszählung von 2000 gibt es 5.613 Menschen, 2.098 Haushalte und 1.617 Familien in der Stadt. Die Bevölkerungsdichte beträgt 360,0 Einwohner pro km2. 84,30 % der Bevölkerung sind Weiße, 3,37 % Afroamerikaner, 0,09 % amerikanische Ureinwohner, 9,85 % Asiaten, 0,09 % pazifische Insulaner, 0,71 % anderer Herkunft und 1,59 % Mischlinge. 2,99 % sind Latinos unterschiedlicher Abstammung.
Von den 2.098 Haushalten haben 30,8 % Kinder unter 18 Jahre. 70,4 % davon sind verheiratete, zusammenlebende Paare, 4,1 % sind alleinerziehende Mütter, 22,9 % sind keine Familien, 19,0 % bestehen aus Singlehaushalten und in 6,9 % Menschen sind älter als 65. Die Durchschnittshaushaltsgröße beträgt 2,62, die Durchschnittsfamiliengröße 3,00.
21,9 % der Bevölkerung sind unter 18 Jahre alt, 4,7 % zwischen 18 und 24, 27,0 % zwischen 25 und 44, 30,1 % zwischen 45 und 64, 16,3 % älter als 65. Das Durchschnittsalter beträgt 43 Jahre. Das Verhältnis Frauen zu Männer beträgt 100:95,4, für Menschen älter als 18 Jahre beträgt das Verhältnis 100:93,3.
Das jährliche Durchschnittseinkommen der Haushalte beträgt 101.944 USD, das Durchschnittseinkommen der Familien 120.764 USD. Männer haben ein Durchschnittseinkommen von 80.658 USD, Frauen 54.167 USD. Der Prokopfeinkommen der Stadt beträgt 58.653 USD. 2,2 % der Bevölkerung und 0,5 % der Familien leben unterhalb der Armutsgrenze, davon sind 1,6 % Kinder oder Jugendliche jünger als 18 Jahre und 1,6 % der Menschen sind älter als 65.

## Söhne und Töchter der Stadt
- Laura Prepon (* 1980), Schauspielerin, Synchronsprecherin und Regisseurin